# PSpice
PSpice (Personal Simulation Program with Integrated Circuit Emphasis) — программа симуляции аналоговой и цифровой логики, описанной на языке SPICE, которая предназначена для персональных компьютеров (первая буква «P» в названии). Разработана компанией MicroSim и используется в автоматизации проектирования электронных приборов. Компания-разработчик была приобретена фирмой OrCAD, а затем Cadence Design Systems. В настоящее время программа также может симулировать и смешанные аналого-цифровые схемы.
PSpice был первой версией программы SPICE от Университета Калифорнии в Беркли, доступной на ПК. Программа была выпущена в январе 1984 года и предназначалась для оригинальных IBM PC. Эта версия запускалась с 2 дискет ёмкостью 360 Кбайт. Позже к ней добавили программу для просмотра и анализа осциллограмм, называемую Probe. В последующий версиях улучшалась производительность и расширялся список поддерживаемых платформ (мини-компьютеры DEC VAX, рабочие станции Sun, Apple Macintosh, Microsoft Windows).
В настоящее время PSpice удовлетворяет множеству требований индустрии и интегрирован в маршруты проектирования от OrCAD и Cadence Allegro. Современные версии поддерживают множество улучшений, которых не было в оригинальном коде от Беркли, например, Advanced Analysis с автоматической оптимизацией схемы, шифрование, редактор моделей, поддержка параметризованных моделей, несколько внутренних алгоритмов решения ДУ, auto-convergence, перезапуск с контрольных точек. 